# اچ‌ام‌اس باسیلیسک (اچ۱۱)
اچ‌ام‌اس باسیلیسک (اچ۱۱) (به انگلیسی: HMS Basilisk (H11)) یک کشتی بود که طول آن ۳۲۳ فوت (۹۸٫۵ متر) بود. این کشتی در سال ۱۹۳۰ ساخته شد.